# Baby Mama
Baby Mama (bra: Uma Mãe para o Meu Bebê; prt: Vai Chamar Mãe a Outra!') é um filme de comédia lançado em 2008 pela Universal Pictures, escrito e dirigido por Michael McCullers e estrelado por Tina Fey, Amy Poehler, Sigourney Weaver, Greg Kinnear e Dax Shepard.

## Elenco

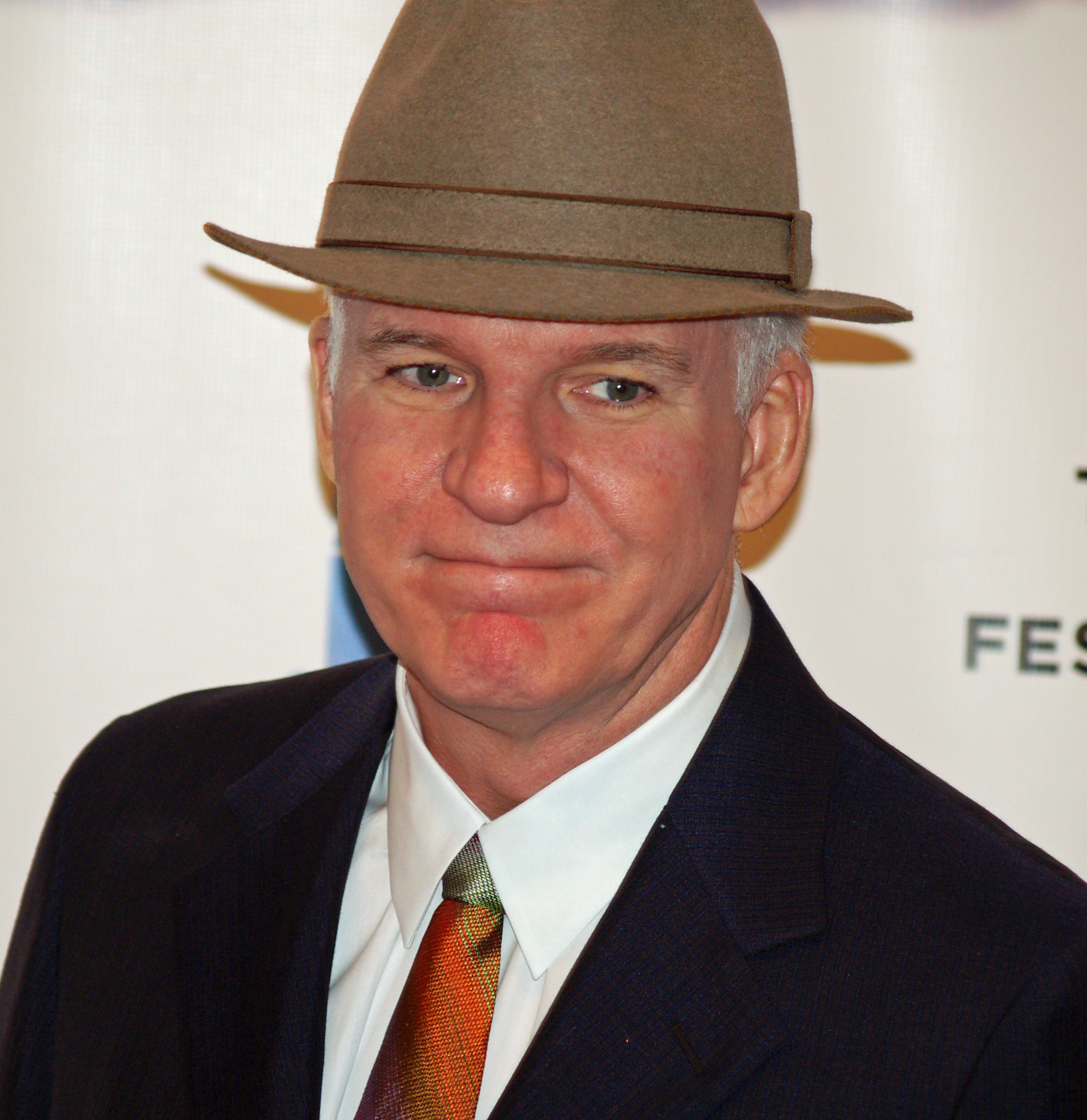
Steve Martin durante a estréia do filme, no Tribeca Film Festival.

- Tina Fey como Katherine "Kate" Holbrook
- Amy Poehler como Angela "Angie" Ostrowski
- Greg Kinnear como Rob Ackerman
- Romany Malco como Oscar Priyan
- Dax Shepard como Carl Loomis
- Maura Tierney como Caroline Holbrook
- Steve Martin como Barry Waterman
- Sigourney Weaver como Chaffee Bicknell
- Holland Taylor como Rose Holbrook
- Stephen Mailer como Dan
- Siobhan Fallon Hogan como Professora da Aula de Nascimento
- Kevin Collins como Rick
- Will Forte como Scott
- Denis O'Hare como Dr. Manheim
- Fred Armisen como Homem das Vendas
- James Rebhorn como Juiz
- John Hodgman como Especialista de Fertilidade
- Thom McCarthy como Encontro de Kate
- Jason Mantzoukas como Casal Homossexual
- Dave Finkel como Casal Homossexual
- Brian Stack como Dave
- Felicity Stiverson como Ashley - Wiccan
- Anne L. Nathan como Bookstore Clerk
- Jay Phillips como Boo-Boo Buster
- Kathy Searle como Mãe Fixe
- Glen Campbell como Enfermeira da Maternidade
- Alice Kernelberg como Filha de Roj
- Catherine Rose como Alex, Fillha de Caroline de 4 anos

## Recepção
No consenso do agregador de críticas Rotten Tomatoes diz que o filme "é uma comédia leve e previsível que sobrevive com a força de seus artistas."Na pontuação onde a equipe do site categoriza as opiniões da grande mídia e da mídia independente apenas como positivas ou negativas, o filme tem um índice de aprovação de 63% calculado com base em 167 comentários dos críticos. Por comparação, com as mesmas opiniões sendo calculadas usando uma média aritmética ponderada, a nota alcançada é 6,1/10.
Em outro agregador, o Metacritic, que calcula as notas das opiniões usando somente uma média aritmética ponderada de determinados veículos de comunicação em maior parte da grande mídia, tem uma pontuação de 55/100, alcançada com base em 34 avaliações da imprensa anexadas no site, com a indicação de "revisões mistas ou neutras".